# Конколитан
Конколитан (лат. Concolitanus; ? — после 225 до н. э.) — вождь гесатов — трансальпинских галлов в III веке н. э., один из двух предводителей союза галльских племён, участвовавших в битве при Теламоне с Римской республикой.

## Биография
Конколитан был вождём кельтского племени гесатов, проживающих в Трансальпинской Галлии, у реки Родан (Рона). В 233 году до н. э. галльские племени инсубров и бойев, оказавшись под угрозой порабощения Римской республикой, обратились к гесатам за военной помощью, взамен пообещав большое количество золота.
В 225 году до н. э., бойи и инсубры собрали средства для оплаты наёмных гесатов из Трансальпийской Галлии во главе с Анероэстом и Конколитаном для борьбы с Римом. Неизвестны роль и степень самостоятельности Конколитана в этом походе (был ли он равноправным вождём, или же подчинялся Анероэсту). Войско наёмников состояло из 50 000 пехотинцев и 20 000 всадников.
Конколитан вместе с Анероэстом ворвались в Этрурию, которую разграбили, и в битве при Фезале нанесли поражение местным римским войскам. После этого с добычей решили отправиться в области, населяемые инсубрами. Во время марша галлы встретились с римскими войсками под командованием консулов Гая Атилия Регула и Луция Эмилия Папа. Эта битва была подробно описана Полибием и упомянута у других римских историков. Консул Регул погиб в сражении, и его голову принесли галльским вождям. В конце концов галлы потерпели сокрушительное поражение. Погибло около 40 тыс. галлов, 10 тысяч попали в плен. Конколитан, оказался одним из попавших в плен, другой, Анероэст, бежал и впоследствии покончил с собой.
Дальнейшая судьба Конколитана неизвестна: либо по традиции он был убит в Мамертинской тюрьме (после триумфа Луция Эмилия Папа в 224 году до н. э.), либо превращён в раба.
Сражение при Теламоне знаменовало собой окончательное покорение римлянами Северной Италии.